# Hnatiwzi
Hnatiwzi (ukrainisch Гнатівці; russisch Гнатовцы Gnatowzy) ist ein Dorf im Zentrum der ukrainischen Oblast Chmelnyzkyj mit etwa 500 Einwohnern (2001).
Die Ortschaft liegt auf einer Höhe von 290 m, 25 km nordöstlich vom Gemeindezentrum Lissowi Hryniwzi und 31 km nordöstlich vom Rajon- und Oblastzentrum Chmelnyzkyj.
Am 13. August 2015 wurde das Dorf ein Teil der neugegründeten Landgemeinde Lissowi Hryniwzi, bis dahin bildete es zusammen mit dem Dorf Molomolynzi (Моломолинці) die gleichnamige Landratsgemeinde Hnatiwzi (Гнатовецька сільська рада/Hnatowezka silska rada) im Nordosten des Rajons Chmelnyzkyj.

## Söhne und Töchter der Ortschaft
- Wassyl Horbatjuk (Василь Іванович Горбатюк; * 1956), ukrainischer Schriftsteller